# Gaguino
Gaguino (en russe : Га́гино) est un village de Russie situé dans l'oblast de Nijni Novgorod, siège administratif du raïon et du conseil rural du même nom.

## Géographie
Le village se trouve sur la rive gauche de la rivière Piana.

## Histoire

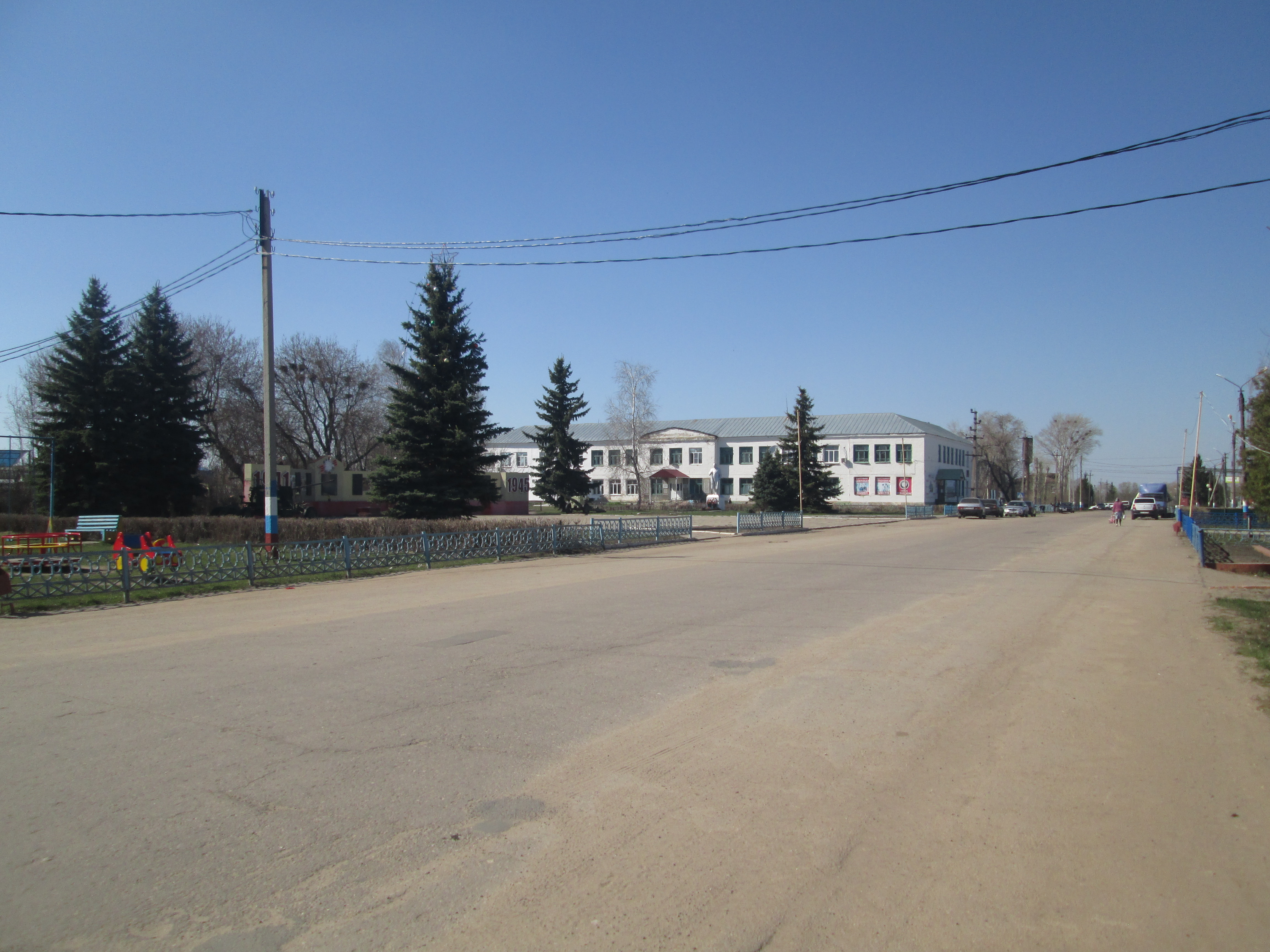
Rue Communiste à Gaguino.

La date précise de la fondation du village n'est pas connue. une des sources mentionne le 29 juin 1586, d'autres 1588. Après la campagne de Kazan par Ivan le Terrible en 1552, l'endroit est donné au voïvode Ivan Gaguine et plus tard celui-ci fonde le village qui porte son nom.
Jusqu'en 1779, Gaguino se trouve sur le territoire de l'ouïezd d'Arzamas, puis avec la réforme des oblasts de Catherine II, le village entre dans le nouvel ouïezd de Sergatch.
En 1861, le village était habité par des paysans attachés à la glèbe appartenant à des propriétaires terriens, divisés en trois possessions : celle du prince Dolgoroukov et celles des nobles Akhmatov et Keitch. Après la réforme paysanne, trois communautés rurales sont formées dans le village (selon les anciens propriétaires), et il est devenu le siège de la volost de Gaguino.
Après la révolution d'Octobre, le conseil (ou soviet) rural de Gaguino se forme. Le 17 juillet 1929, la volost de Gaguino est supprimée et le raïon de Gaguino est formé dans ce qui est l'oblast de Gorki (nouveau nom de Nijni Novgorod). Le raïon de Gaguino est supprimé en avril 1963 pour entrer dans le raïon de Loukoïanov. En janvier 1965, le raïon de Gaguino est reconstitué avec Gaguino comme siège.

## Population
Recensements (*) et estimations de la population:
| 1959* | 1970* | 1979* | 1989* |
| ----- | ----- | ----- | ----- |
| 1 496 | 1 826 | 2 786 | 3 865 |

| 2002* | 2010* | 2021* | - |
| ----- | ----- | ----- | - |
| 4 001 | 3 891 | 3 607 | - |

## Église orthodoxe russe
Le 10 juillet 2011, l'archevêque Georges de Nijni Novgorod consacre l'église de Gaguino en l'honneur de la Nativité de la Vierge. Elle dépend aujourd'hui de l'éparchie de Lyskovo.

## Lieu à visiter
Le 23 septembre 2011, un monument aux combattants morts pendant la guerre d'Afghanistan et pendant les guerres de Tchétchénie (la première et la seconde) est inauguré au village.

## Personnalités
- Viatcheslav Kotchemassov (1918-1998), diplomate soviétique.